# Albert Lebrun
Albert Lebrun (29. august 1871 – 6. marts 1950) var Frankrigs præsident i 1932-40.
Han var den Tredje Republiks sidste præsident.